# José Arana Goróstegui
José Arana Goróstegui (Deba, 27 d'abril de 1911 - Sant Sebastià, 29 de gener de 1971) fou un futbolista basc de les dècades de 1930 i 1940.

## Trajectòria
Destacà al Deportivo Alavés fins que el 1934 fou incorporat pel FC Barcelona. Jugà al Barcelona tres temporades no complertes. Durant aquest temps jugà un partit amb Catalunya a benefici de la Mutual Esportiva el 24 de setembre de 1935 enfront Andalusia, amb victòria catalana per 2 a 0. El 1935 ingressà al CA Osasuna, i durant la Guerra Civil marxà a França per jugar a Girondins de Burdeus i Excelsior Roubaix. Acabada la contesa retornà a Espanya, jugant a clubs com l'Atlético Aviación, el CD Málaga, l'Algeciras CF i l'Atlético Tetuán.